# Castanyó
El castanyó o sepió (Sepia elegans) és una espècie de mol·lusc cefalòpode de la família Sepiidae. Es pesca comercialment.

## Descripció
És una sípia de mida petita, que pot arribar a fer fins 9 cm. La seva coloració és vermellenca al dors. A la base dels seus tentacles presenta dues fileres de ventoses en ziga-zaga. Es diferencia d'altres espècies del seu gènere per l'extensió afuada del cos per sobre del seu cap.

## Distribució i hàbitat
Es pròpia de la mar Mediterrània i de l'oceà Atlàntic central i nord-oriental. Es troba principalment en zones litorals sobre fons sorrencs o de fang, a partir d'uns 25 m de fondària.

## Comportament
Durant l'hivern es troba en aigües pregones, però a la primavera i estiu es trasllada a aigües somes per a reproduir-se. L'època de pondre els ous és de març a octubre.